# Hopong
Hopong je malé město ve východním Myanmaru, v jižní části státu Shan. Nachází se asi dvacet kilometrů východně od Taunggyi, hlavního města státu Shan. V blízkosti Hopongu se nachází typová lokalita dánií perlových (Danio margaritatus).